# Parafia św. Maksymiliana Kolbego w Giżycku
Parafia Świętego Maksymiliana Marii Kolbego w Giżycku – rzymskokatolicka parafia leżąca w dekanacie Giżycko – św. Szczepana Męczennika należącym do diecezji ełckiej. 

## Historia
Parafia została erygowana 5 listopada 1983 r. przez biskupa warmińskiego Jana Obłąka. Nowy kościół parafialny wybudowano w latach 1984–1986. Świątynię poświęcił 17 września 1986 r. biskup warmiński Edmund Piszcz. W 2007 r. przebudowo prezbiterium kościoła.
Księgi parafialne prowadzone są od 1983 r. a kronika parafialna od 1984.

## Zasięg parafii
Do parafii należą wierni z miejscowości: Giżycko (osiedle Wilanów), Antonowo, Gajewo, Świdry, Pierkunowo.

## Proboszczowie
- ks. kan. Józef Gromek (1983–2005)
- ks. prał. Jerzy Katola (2005–2021)
- ks. prał. Kazimierz Gryboś (od 2021)

źródło: